# 日本外国語教育改善協議会
日本外国語教育改善協議会（にほんがいこくごきょういくかいぜんきょうぎかい、改善協）は、日本の外国語教育改善のための提言を行う協議会。
1972年に発足した日本英語教育改善懇談会（改善懇）を引き継ぐ連絡協議会・運動体・研究体で、1997年に現在の名前に改称された。これまで文部科学省、中央教育審議会、教育課程審議会等に外国語教育の改善をより有効なものとするための要望をしてきた。

## 言語教育・外国語教育に関する見解
2001年度の大会において、学校教育、なかでも初等中等教育において行われるべき言語教育の目的について話し合い、次の共通認識をもっていることを確認し、公表している。
- 言語は人類に共通の能力であり手段であるとともに、民族、集落、地域など各集団ごとに異なるものであることを知り、また言語を使用することを通してそれを体験すること。
- 言語は人間の成長発達や生活に深く関わるものであることを知り、また言語を使用することを通してそれを体験すること。
- それぞれの言語には特有のルールがあることを知り、また言語を使用することを通してそれを体験すること。
- 言語は、他言語との関わりによって、それぞれに独自の変化をするものであることを知ること、および体験すること。
- 言語は、自他を問わず人を生かすことも、傷つけることも、癒すことも、さらには殺すことさえもできるものであることを知ること。

　また、外国語教育の改善のために、以前から次のような主張をしている。
- (1)外国語教育が言語教育の一環を担わなければならない。
- (2)外国語教育が人間相互の理解の教育、ひいては国際理解の教育において、重要な役割を果たさなければならない。
- (3)上記(1)および(2)は、当該外国語を、実際に体験することによって初めて実現できるものである。
- (4)多様な外国語の学習を保障すべきである。
- (5)指導方法については、様々な指導方法による経験の蓄積があるのであり、『学習指導要領』等が　格別なことを言及すべきではない。

　その根拠として次のように述べている。
　世界には様々な人々が様々な文化の中で生活しており、それぞれ固有の言語を持っている。この事
実は重い。固有の言語に加え、様々な原因・理由によって英語を第二言語あるいは外国語として用い
る場面が多いとしても、英語教育のみを無批判に優先させることは誤りである。むしろ、母語を含め
て諸言語を相対的に提えることができるようにすべきである。使用人口の多寡、政治的・経済的要因
によって言語の優劣を考えるという誤りに気づかせることこそ、必要なのである。学校教育における
「外国語」も、それが英語一辺倒にならないようにすることによって、国の内外を問わず、様々な民
族・文化が存在することを学ばせることが必要である。
　また、外国語の指導方法については、各学習段階において、個々の指導者には様々な指導方法によ
る理論的・実践的経験の蓄積や教材等がある。言及する必要はない。